# Fylgia amazonica
Fylgia amazonica é uma espécie de artrópode odonato, mais especificamente de libélula, pertencente à família dos libelulídeos (Libellulidae). É endêmica da América do Sul, com ocorrências em Guiana, na Guiana Francesa, no Suriname, na Venezuela, no Peru, no Equador e no Brasil, sobretudo no biomas da Amazônia e Cerrado.

## Etimologia
O nome vernáculo libélula deriva do latim científico libellula, diminutivo do latim clássico libēlla, -ae, com o sentido de "prumo", "nível" ou "moeda de prata", por sua vez derivado do diminutivo de libra, -ae, que significa "balança". O nome faz alusão ao voo do inseto, que se mantém equilibrado no ar, pairando. Foi registrado em 1899 sob a forma libéllula.

## Distribuição e habitat
Fylgia amazonica ocorre na Colômbia, Equador, Peru, Venezuela, nas Guianas, no Suriname e no Brasil. No Brasil, apresenta ampla distribuição, com registros nos estados do Acre, Rondônia, Amazonas, Pará, Maranhão, Mato Grosso, Mato Grosso do Sul e Goiás. Em termos hidrográficos, está presente nas sub-bacias do Araguaia, do Gurupi, do Madeira, do Negro, do Paraná (RH1), do Paru, do Purus, do Baixo Tocantins, do Trombetas e do Xingu. Habita ambientes nos biomas da Amazônia e do Cerrado.

## Ecologia
Fylgia amazonica reproduz-se em pequenas poças estagnadas e claras com serapilheira em florestas densas; os machos desaparecem quando está nublado e empoleiram-se nas folhas à sombra quando está ensolarado.

## Conservação
Fylgia amazonica foi classificado como pouco preocupante (LC) pela União Internacional para a Conservação da Natureza (UICN) em decorrência do amplo habitat onde é encontrado. A extensão de ocorrência é de 2 921 500 quilômetros quadrados e a espécie é conhecida em mais de dez locais, mas não há dados disponíveis sobre o tamanho populacional. A espécie não sofre impactos severos, restando grandes áreas naturais onde ela pode ocorrer. Além disso, em sua área de distribuição, está presente em pelo menos três áreas de conservação: a Floresta Nacional de Caxiaunã (Flona Caxiuanã), a Área de Proteção Ambiental Margem Direita do Rio Negro Setor Paduari-Solimões (APA Margem Direita do Rio Negro Setor Paduari-Solimões) e a Terra Indígena Areões (TI Areões). Em 2018, foi classificada como pouco preocupante no Livro Vermelho da Fauna Brasileira Ameaçada de Extinção do Instituto Chico Mendes de Conservação da Biodiversidade (ICMBio).